# Stanisław Judycki
Stanisław Piotr Judycki (ur. 29 listopada 1954 w Gdańsku) – polski filozof. Kierownik Zakładu Metafizyki i Filozofii Religii na Wydziale Nauk Społecznych Uniwersytetu Gdańskiego. Zajmuje się epistemologią, filozofią religii i historią filozofii współczesnej.

## Życiorys
Absolwent I Liceum Ogólnokształcącego im. Mikołaja Kopernika w Gdańsku. W latach 1973–1978 studiował na Katolickim Uniwersytecie Lubelskim. Stopień doktora nauk humanistycznych uzyskał 16 maja 1984 na podstawie pracy Intersubiektywność i czas. Przyczynek do dyskusji nad późną fazą poglądów Edmunda Husserla. Stopień doktora habilitowanego nadano mu 26 czerwca 1996 uchwałą Rady Wydziału Filozofii Katolickiego Uniwersytetu Lubelskiego, na podstawie ogólnego dorobku naukowego oraz rozprawy habilitacyjnej pt. Umysł i synteza. Argument przeciwko naturalistycznym teoriom umysłu. Tytuł naukowy profesora nauk humanistycznych otrzymał decyzją Prezydenta RP 22 października 2007.

## Wybrane publikacje
- Intersubiektywność i czas. Przyczynek do dyskusji nad późną fazą poglądów Edmunda Husserla, Lublin, TN KUL 1990.
- Umysł i synteza. Argument przeciwko naturalistycznym teoriom umysłu, Lublin, Redakcja Wydawnictw KUL 1995. (rec. I. Ziemiński, w: „Ruch Filozoficzny” LIV(1997), nr 1, s. 91-95).
- Świadomość i pamięć. Uzasadnienie dualizmu antropologicznego, Lublin, TN KUL 2004.
- Bóg i inne osoby. Próba z zakresu teologii filozoficznej (cz. 1), Poznań 2010, Wydawnictwo W drodze, ISBN 978-83-7033-740-7
- Książeczka o człowieku wierzącym, Kraków 2014, Dominikańskie Studium Filozofii i Teologii, ISBN 978-83-936917-1-5